# 阿夏戈奶酪
阿夏戈奶酪（義大利語：Asiago）是一種硬質奶酪，已有1000多年歷史，原產地為意大利東北部的阿夏戈，現時產地主要集中在維琴察、帕多瓦及特雷维索省的部分地區。現代的阿夏戈奶酪直徑大約為30-36厘米，屬於較大塊的奶酪，外形呈扁平輪狀，外殼為灰黃色，奶酪肉為暗稻草桿色，上面有較多的洞眼。阿夏戈奶酪含有堅果的味道。早期，阿夏戈奶酪的原材料為綿羊奶，現時已改為牛奶。製法為首先將牛奶放在原料缸6-12小時，將牛奶加熱及排走乳清，將凝塊放在木製模具，再放入塑膠模具，然後放浸在鹽水中3-5個月即製成。除歐洲外，美國亦出產了一種仿製品種，仿製品種的成熟期較長，味道亦較甜。